# Tumuli du Soleil

De Tumuli du Soleil of Tombes du Soleil zijn twee Gallo-Romeinse grafheuvels bij Ambresin in de Belgische provincie Luik in de gemeente Wasseiges. De heuvels liggen aan de straat Chaussée Romaine: de oude Romeinse weg Via Belgica tussen Tongeren en Bavay. Verder liggen ze nabij de Rue de Hannut, de N624, ten noorden van Ambresin.

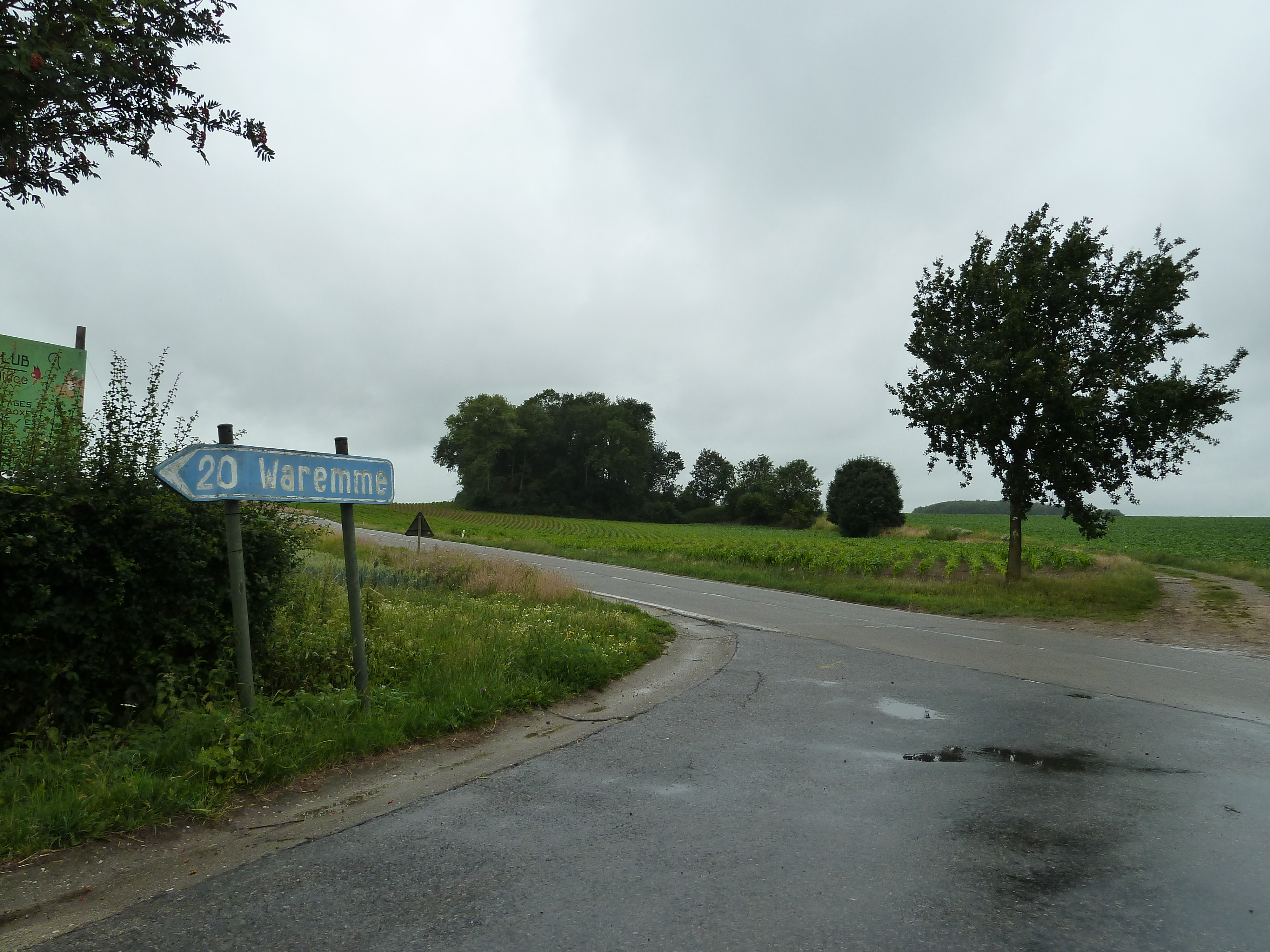
Staande op de Romeinse weg, kijkende naar de tumuli